# Godło Angoli

Godło Angoli

Godło Angoli jest symbolem państwowym Angoli. 
W centrum godła znajduje się maczeta i motyka, reprezentujące rewolucję, w czasie której Angola odzyskała niepodległość, i znaczenie rolników. Nad maczetą i motyką jest widoczna pięciopromienna gwiazda, reprezentująca rozwój. Wschodzące słońce jest symbolem początku. Wszystkie te symbole są wewnątrz koła, uformowanego w połowie z koła zębatego, reprezentującego robotników, a w połowie z kłosu kawy, reprezentującego przemysł kawowy.
Na dole umieszczona jest otwarta książka, symbolizująca edukację. Na transparencie na dole widoczny jest napis w języku portugalskim: „República de Angola”, co oznacza po polsku „Republika Angoli”.

## Herby z czasów Portugalskich

1935–1951
1951–1975
Tarcza